# Meroplius wallacei
Meroplius wallacei är en tvåvingeart som beskrevs av Iwasa 1999. Meroplius wallacei ingår i släktet Meroplius och familjen svängflugor. Inga underarter finns listade i Catalogue of Life.